# ТЕЦ-5 (зупинний пункт)
ТЕЦ-5 — колишній залізничний пасажирський зупинний пункт Харківської дирекції Південної залізниці.
Розташований у селищі Подвірки (поруч Харківська ТЕЦ-5), Дергачівський район, Харківської області на лінії Основа — Шпаківка між станціями Залютине (2 км) та Куряж (3 км).
Станом на травень 2025 року, станція недієва, електрички проходять її повз не зупинявшись!